# Danh sách đĩa nhạc của Foster the People
Dưới đây là danh sách đĩa nhạc của ban nhạc indie pop Foster the People bao gồm 2 album phòng thu, 2 đĩa mở rộng, 8 đĩa đơn và 7 video âm nhạc.
Sau khi bài hát "Pumped Up Kicks" của Foster the People đã trở nên thành công trong những năm 2010, nhóm đã nhận được một hợp đồng thu âm từ Startime International và đã đạt được một lượng người hâm mộ thông qua các chương trình câu lạc bộ nhỏ và xuất hiện tại lễ hội âm nhạc như Coachella và South by Southwest. Sau khi phát hành Torches, album đầu tay của họ vào tháng 5 năm 2011, "Pumped Up Kicks" đã trở nên rất nổi tiếng vào giữa năm 2011, đạt vị trí số 3 trên các bảng xếp hạng bài hát rock, và thứ ba trên bảng xếp hạng Billboard Hot 100, lọt vào bảng xếp hạng Adult Top 40 và Mainstream Top 40.

## Album

### Album phòng thu
| Album      | Chi tiết album                                                                                       | Vị trí cao nhất trên bảng xếp hạng | Vị trí cao nhất trên bảng xếp hạng | Vị trí cao nhất trên bảng xếp hạng | Vị trí cao nhất trên bảng xếp hạng | Vị trí cao nhất trên bảng xếp hạng | Vị trí cao nhất trên bảng xếp hạng | Vị trí cao nhất trên bảng xếp hạng | Vị trí cao nhất trên bảng xếp hạng | Vị trí cao nhất trên bảng xếp hạng | Vị trí cao nhất trên bảng xếp hạng | Chứng nhận                                   |
| Album      | Chi tiết album                                                                                       | Mỹ                                 | Mỹ Alter- native                   | Úc                                 | Canada                             | Pháp                               | Ireland                            | Hà Lan                             | New Zealand                        | Thụy Sĩ                            | Anh                                | Chứng nhận                                   |
| ---------- | --- | ---------------------------------- | ---------------------------------- | ---------------------------------- | ---------------------------------- | ---------------------------------- | ---------------------------------- | ---------------------------------- | ---------------------------------- | ---------------------------------- | ---------------------------------- | -------------------------------------------- |
| Torches    | - Phát hành: 23 tháng 5 năm 2011 - Hãng đĩa: Startime, Columbia - Định dạng: CD, LP, tải kĩ thuật số | 8                                  | 1                                  | 1                                  | 7                                  | 29                                 | 13                                 | 53                                 | 18                                 | 49                                 | 12                                 | - Mĩ: Vàng - Úc: Bạch kim - Canada: Bạch kim |
| Supermodel | - Phát hành: 18 tháng 3 năm 2014 (US) - Nhãn: Columbia - Định dạng: CD, LP, tải kĩ thuật số          | 3                                  | 1                                  | 8                                  | 4                                  | 51                                 | 24                                 | 57                                 | 17                                 | 17                                 | 26                                 |                                              |

### Đĩa mở rộng
| Đĩa mở rộng       | Chi tiết đĩa mở rộng                                                                         |
| ----------------- | -------------------------------------------------------------------------------------------- |
| Foster the People | - Phát hành: 18 tháng 1 năm 2011 - Hãng đĩa: Startime, Columbia - Định dạng: tải kĩ thuật số |
| Spotify Sessions  | - Released: 15 tháng tư, 2014 (Mỹ) - Hãng đĩa: Columbia - Định dạng: digital stream          |

## Đĩa đơn
| Đĩa đơn                                                                           | Năm  | Vị trí xếp hạng cao nhất | Vị trí xếp hạng cao nhất | Vị trí xếp hạng cao nhất | Vị trí xếp hạng cao nhất | Vị trí xếp hạng cao nhất | Vị trí xếp hạng cao nhất | Vị trí xếp hạng cao nhất | Vị trí xếp hạng cao nhất | Vị trí xếp hạng cao nhất | Vị trí xếp hạng cao nhất | Chứng nhận                                                | Thuộc album |
| Đĩa đơn                                                                           | Năm  | Mỹ                       | Mỹ Alter- native         | Úc                       | Canada                   | Pháp                     | Ireland                  | Hà Lan                   | New Zealand              | Thụy Sĩ                  | Anh                      | Chứng nhận                                                | Thuộc album |
| --------------------------------------------------------------------------------- | ---- | ------------------------ | ------------------------ | ------------------------ | ------------------------ | ------------------------ | ------------------------ | ------------------------ | ------------------------ | ------------------------ | ------------------------ | --------------------------------------------------------- | ----------- |
| "Pumped Up Kicks"                                                                 | 2010 | 3                        | 1                        | 1                        | 3                        | 10                       | 11                       | 35                       | 6                        | 17                       | 18                       | - Mĩ: 4× Bạch kim - Úc: 5× Bạch kim - Canada: 5× Bạch kim | Torches     |
| "Helena Beat"                                                                     | 2011 | 121                      | 9                        | 74                       | 70                       | —                        | —                        | —                        | —                        | —                        | —                        | - Canada: Vàng                                            | Torches     |
| "Call It What You Want"                                                           | 2011 | —                        | —                        | 39                       | —                        | —                        | —                        | —                        | —                        | —                        | 139                      | - Úc: Vàng                                                | Torches     |
| "Don't Stop (Color on the Walls)"                                                 | 2012 | 86                       | 5                        | —                        | 56                       | 121                      | —                        | —                        | —                        | —                        | —                        | - Canada: Vàng - Mĩ: Vàng                                 | Torches     |
| "Broken Jaw"                                                                      | 2012 | —                        | —                        | —                        | —                        | —                        | —                        | —                        | —                        | —                        | —                        |                                                           | Torches     |
| "Houdini"                                                                         | 2012 | —                        | 37                       | —                        | —                        | —                        | —                        | 98                       | —                        | —                        | —                        |                                                           | Torches     |
| "Coming of Age"                                                                   | 2014 | 103                      | 4                        | —                        | 69                       | —                        | —                        | —                        | —                        | —                        | 158                      |                                                           | Supermodel  |
| "Pseudologia Fantastica"                                                          | 2014 | —                        | —                        | —                        | —                        | 118                      | —                        | —                        | —                        | —                        | —                        |                                                           | Supermodel  |
| "Best Friend"                                                                     | 2014 | 119                      | 15                       | —                        | 86                       | 150                      | —                        | —                        | —                        | —                        | —                        |                                                           | Supermodel  |
| "—" denotes a recording that did not chart or was not released in that territory. |      |                          |                          |                          |                          |                          |                          |                          |                          |                          |                          |                                                           |             |

## Video âm nhạc
| Tiêu đề                           | Năm  | Đạo diễn     |
| --------------------------------- | ---- | ------------ |
| "Pumped Up Kicks"                 | 2011 | Josef Geiger |
| "Helena Beat"                     | 2011 | Ace Norton   |
| "Call It What You Want"           | 2011 | Ace Norton   |
| "Don't Stop (Color on the Walls)" | 2011 | Daniels      |
| "Houdini"                         | 2012 | Daniels      |
| "Coming of Age"                   | 2014 | BRTHR        |
| "Best Friend"                     | 2014 | BREWER       |